# Ріплі (харонський кратер)
Ріплі (англ. Ripley) —  неофіційна назва, надана метеоритному кратерові на Хароні – супутнику Плутона. Його названо на честь героїні Еллен Ріплі з кінострічки «Чужий».